# Fantasy Filmfest 2003
Das 17. Fantasy Filmfest (2003) fand in der Zeit vom 23. Juli bis 20. August für jeweils eine Woche in den Städten Berlin, Frankfurt, Hamburg, Köln, München, Nürnberg und Stuttgart statt.
Mit der Nacht der 1000 Schreie wurde als Vorläufer der Fantasy Filmfest Nights erstmals ein Programm gestartet, welches ausgewählte Filme bereits im Frühjahr in den Festivalstädten zeigt.

## Liste der gezeigten Filme
| Titel                                                  | Regisseur                               | Sparte                     |
| ------------------------------------------------------ | --------------------------------------- | -------------------------- |
| 11:14                                                  | Greg Marcks                             | Closing Night Gala         |
| 28 Days Later                                          | Danny Boyle                             | Die Nacht der 1000 Schreie |
| 2LDK                                                   | Yukihiko Tsutsumi                       | Focus Asia                 |
| Alexandra’s Project                                    | Rolf de Heer                            | Best of Festivals          |
| Alive – Der Tod ist die bessere Alternative            | Ryūhei Kitamura                         | Focus Asia                 |
| Aragami                                                | Ryûhei Kitamura                         | Focus Asia                 |
| Battlefield Baseball                                   | Yudai Yamaguchi                         | Focus Asia                 |
| Beyond Re-Animator                                     | Brian Yuzna                             | Midnight Madness           |
| Beyond the Limits                                      | Olaf Ittenbach                          | Midnight Madness           |
| Body Snatch                                            | François Hanss                          | Official Selection         |
| Bubba Ho-Tep                                           | Don Coscarelli                          | Official Selection         |
| Cabin Fever                                            | Eli Roth                                | Official Selection         |
| Children of Dune                                       | Greg Yaitanes                           | Matinee                    |
| Millenium Actress                                      | Satoshi Kon                             | Focus Asia                 |
| Confidence                                             | James Foley                             | Official Selection         |
| The Cooler – Alles auf Liebe                           | Wayne Kramer                            | Centerpiece                |
| Coronado                                               | Claudio Fäh                             | Official Selection         |
| Cowboy Bebop                                           | Shin’ichirō Watanabe                    | Focus Asia                 |
| Cypher                                                 | Vincenzo Natali                         | Official Selection         |
| Interstella 5555 – The 5tory of the 5ecret 5tar 5ystem | Leiji Matsumoto und Kazuhisa Takenôchi  | Séance Spéciale            |
| Dark Water                                             | Hideo Nakata                            | Focus Asia                 |
| Die Tote am See                                        | Pål Øie                                 | Official Selection         |
| Darkness                                               | Jaume Balagueró                         | Official Selection         |
| Der Fluch von Darkness Falls                           | Jonathan Liebesman                      | Die Nacht der 1000 Schreie |
| Dead Creatures                                         | Andrew Parkinson                        | Official Selection         |
| Dead End                                               | Jean-Baptiste Andrea und Fabrice Canepa | Official Selection         |
| Ball & Chain – Zwei Nieten und sechs Richtige          | Alain Berbérian und Frédéric Forestier  | Official Selection         |
| Deathwatch                                             | Michael J. Bassett                      | Die Nacht der 1000 Schreie |
| Dirty Deeds                                            | David Caesar                            | Official Selection         |
| Elvira's Haunted Hills                                 | Sam Irvin                               | Official Selection         |
| Femme Fatale                                           | Brian De Palma                          | Die Nacht der 1000 Schreie |
| Freddy vs. Jason                                       | Ronny Yu                                | Avant Premiere             |
| Gozu                                                   | Takashi Miike                           | Focus Asia                 |
| Haus der 1000 Leichen                                  | Rob Zombie                              | Midnight Madness           |
| House of the Dead                                      | Uwe Boll                                | Midnight Madness           |
| Identität                                              | James Mangold                           | Opening Night Gala         |
| Inner Senses                                           | Chi-Leung Law                           | Focus Asia                 |
| Ju-on: The Grudge                                      | Takashi Shimizu                         | Focus Asia                 |
| Ju-on: The Grudge 2                                    | Takashi Shimizu                         | Focus Asia                 |
| Killing Words                                          | Laura Mañá                              | Official Selection         |
| King of the Ants                                       | Stuart Gordon                           | Midnight Madness           |
| The Last Minute                                        | Stephen Norrington                      | Official Selection         |
| Love Object                                            | Robert Parigi                           | Best of Festivals          |
| May                                                    | Lucky McKee                             | Best of Festivals          |
| Midsummer                                              | Carsten Myllerup                        | Official Selection         |
| Monster Man – Die Hölle auf Rädern                     | Michael Davis                           | Midnight Madness           |
| Musa – Der Krieger                                     | Kim Sung-su                             | Focus Asia                 |
| Unsichtbare Augen                                      | Marc Evans                              | Official Selection         |
| Naked Weapon                                           | Ching Siu-Tung                          | Midnight Madness           |
| Narc                                                   | Joe Carnahan                            | Official Selection         |
| Das tödliche Wespennest                                | Florent Emilio Siri                     | Official Selection         |
| Not for, or Against (Quite the Contrary)               | Cédric Klapisch                         | Best of Festivals          |
| Old Men in New Cars – In China essen sie Hunde 2       | Lasse Spang Olsen                       | Best of Festivals          |
| Otherworld                                             | Derek W. Hayes                          | Official Selection         |
| Gomez & Tavarès                                        | Gilles Paquet-Brenner                   | Official Selection         |
| The Pharmacist                                         | Jean Veber                              | Official Selection         |
| Nicht auflegen!                                        | Joel Schumacher                         | Avant Premiere             |
| Resurrection of the Little Match Girl                  | Jang Sun-woo                            | Focus Asia                 |
| Ripley’s Game                                          | Liliana Cavani                          | Official Selection         |
| Sweat                                                  | Louis-Pascal Couvelaire                 | Official Selection         |
| Sympathy for Mr. Vengeance                             | Park Chan-wook                          | Focus Asia                 |
| They – Sie kommen                                      | Robert Harmon                           | Official Selection         |
| Aus dem Jenseits                                       | Norberto López Amado                    | Official Selection         |
| Three Blind Mice – Mord im Netz                        | Mathias Ledoux                          | Official Selection         |
| Die Wahrheit über Charlie                              | Jonathan Demme                          | Official Selection         |
| Tube                                                   | Baek Woon-hak                           | Focus Asia                 |
| Undead                                                 | Michael Spierig und Peter Spierig       | Midnight Madness           |
| Utopía                                                 | Maria Ripoll                            | Official Selection         |
| Visitors                                               | Richard Franklin                        | Official Selection         |
| Highway Psychos                                        | Scott Reynolds                          | Official Selection         |
| Who's watching                                         | Dacid Alonso                            | Official Selection         |
| Willard                                                | Glen Morgan                             | Official Selection         |
| The Wisher                                             | Gavin Wilding                           | Official Selection         |
| Wrong Turn                                             | Rob Schmidt                             | Official Selection         |
| Yesterday                                              | Yun-su Chong                            | Focus Asia                 |
| You Can't Stop the Murders                             | Anthony Mir                             | Official Selection         |

Neben dem Langfilmprogramm wurden in der Rubrik Get Shorty diverse Kurzfilme gezeigt, u. a. Parking von Bill Plympton, Shadowman von Philipp Stennert und The Freak von Aristomenis Tsirbas.